# Городище (Байкаловский район)
Городище — село в Байкаловском районе Свердловской области, Россия. Входит в состав Баженовского сельского поселения. Управляется Городищенской сельской администрацией.

## Географическое положение
Село Городище муниципального образования «Байкаловский муниципальный район» Свердловской области расположено на правом берегу реки Ница в 24 километрах на север-северо-восток от села Байкалово. В 2 километрах на север в левобережье реки Ница расположен санаторий «Юбилейный».

## История села
Первое поселение человека на этом месте относится к бронзовому веку (4—1 тыс. лет до н. э.). Городищенская стоянка этой эпохи обнаружена на юго-западной окраине села. Внесена в список объектов культурного наследия Свердловской области.
В XIX веке Городище было деревней в Баженовской волости Ирбитского уезда. Оно имело часовню и входило в приход церкви села Баженовского, которое находилось в 10 верстах.
В 1910 году часовня во имя архистратига Михаила была перестроена в церковь, Городище стало селом. Церковь была закрыта в 1930-е годы.
12 ноября 1923 года Городище было отнесено к новообразованному Байкаловскому району в составе Ирбитского округа Уральской области.
16 сентября 1929 года в Ирбитском округе в порядке опыта был создан укрупнённый район (коммуна-колхоз «Гигант») в составе Байкаловского района, Еланского района (за исключением Гаринского сельского совета) и 4-х сельских советов Знаменского района (Шадринского, Черновского, Долматовского и Шемельдейского).
В 1935 году из состава Байкаловского (Краснополянского) района Свердловской области был выделен Еланский район. В 1958 году Еланский район вновь объединился с Байкаловским.

## Спасская церковь
В деревне Городище до 1910 года имелась Михаило-Архангельская каменная часовня. В 1910 года часовня была перестроена в каменную однопрестольную церковь и была освящена в честь Нерукотворного Образа Спасителя. Спасская церковь была закрыта в 1930 году. До 2016 года храм служил гаражом при школе. На текущий момент храм восстановлен, идут службы.

## Школа
В 1897 году была открыта земская школа.

## Население
| 2002 | 2010 | 2021 |
| ---- | ---- | ---- |
| 802  | ↘700 | ↘634 |

## Инфраструктура
Село разделено на 11 улиц (Безымянная, Береговая, Восточная, Западная, Кукарская, Ницинская, Новая, Объездная, Свободы, Советская, Южная) и один переулок (Больничный), есть школа (МКОУ Городищенская средняя общеобразовательная школа) и детский сад (МКДОУ Городищенский детский сад «Золотой ключик»).